# マスジット・ジャメ駅
マスジット・ジャメ駅（マレー語:Stesen Masjid Jamek）はマレーシアのクアラルンプールにある、ラピドKLの駅。

## 乗り入れ路線
アンパン線、スリ・プタリン線、クラナ・ジャヤ線の3路線が乗り入れる乗換駅である。当駅を含むスントゥル・ティモール駅 - チャン・ソウ・リン駅の区間は、アンパン線とスリ・プタリン線が線路を共有している。
ラピドKLは全駅に駅番号を導入している。当駅の駅番号はアンパン線は「AG7」、スリ・プタリン線は「SP7」、クラナ・ジャヤ線は「KJ13」。

## 歴史
- 1996年12月16日 - アンパン線開業。
- 1998年7月11日 - スリ・プタリン線専用区間（チャン・ソウ・リン - ブキッ・ジャリル（英語版）間）開通により、スリ・プタリン線の乗り入れ開始。共用駅となる。
- 1999年6月1日 - クラナ・ジャヤ線開業。

## 駅構造
アンパン線とスリ・プタリン線はトゥン・ペラク通り上にある、相対式ホーム2面2線をもつ高架駅である。
クラナ・ジャヤ線は島式ホーム1面2線をもつ地下駅である。保安用にホームドアを有する。
駅舎はトゥン・ペラク通りを挟んで2箇所、アンパン線とスリ・プタリン線のホーム別に設けられている。クラナ・ジャヤ線コンコース・ホームは東側（アンパン線、スリ・プタリン線2番線側）の駅舎と繋がっている。改札口は両駅舎とも地上にある。

### のりば
| 高架ホーム (L1F) | 高架ホーム (L1F)                 | 高架ホーム (L1F)                                 |
| ---------------- | -------------------------------- | ------------------------------------------------ |
| 1                | 3 アンパン線、4 スリ・プタリン線 | ティティワンサ・スントゥル・ティモール方面       |
| 2                | 3 アンパン線                     | マルリ・アンパン方面                             |
| 2                | 4 スリ・プタリン線               | バンダル・タシッ・スラタン・プトラ・ヘイツ方面   |
| 地下ホーム (B2F) |                                  |                                                  |
| 1                | 5 クラナ・ジャヤ線               | KLCC・ジュラテック・ゴンバッ方面                 |
| 2                | 5 クラナ・ジャヤ線               | KLセントラル・スバン・ジャヤ・プトラ・ヘイツ方面 |

## 駅周辺
- ムルデカ・スクエア
- スルタン・アブドゥル・サマド・ビル
- マスジッド・ジャメ（ジャメモスク）
- HSBC銀行 (HSBC Bank Malaysia Berhad)
- CIMB銀行
- AmBank
- メイバンク (Maybank)
- クアラ・ルンプール記念図書館
- 夜市(駅前周辺にて毎週土曜日)
- 国家歴史博物館（英語版）
- 聖ヨハネ座堂（英語版）
- 聖マリア大聖堂（英語版）
- テレコムミュージアム（英語版）

## バス路線
| 番号 | 始発地                                  | 終着地                            | 経由 | 接続 |
| ---- | --------------------------------------- | --------------------------------- | --- | ---- |
| 100  | メダン・パサール・バスハブ              | クアラ・セランゴール              | スンガイ・ブロー MRT/KTMスンガイ・ブロー駅 ケポン ケポン-クアラ・セランゴール高速道路 イポー通り トゥアンク・アブドゥル・ラフマン通り LRTスルタン・イスマイル駅 |      |
| 103  | メダン・パサール・バスハブ              | ダマンサラ・ダマイ                | ケポン ジンジャン ケポン-クアラ・セランゴール高速道路 イポー通り トゥアンク・アブドゥル・ラフマン通り LRTスルタン・イスマイル駅                                 |      |
| 190  | メダン・パサール・バスハブ リンホ百貨店 | モント・キアラ / スガンブ・ダラム | スガンブ通り KTMスガンブ駅 イポー通り トゥアンク・アブドゥル・ラフマン通り LRTスルタン・イスマイル駅                                                            |      |

## 隣の駅
ラピドKL
3 アンパン線、4 スリ・プタリン線
バンダラヤ駅 (AG6・SP6) - マスジット・ジャメ駅 (AG7・SP7) - プラザ・ラッヤット駅 (AG8・SP8)
5 クラナ・ジャヤ線
ダン・ワギ駅 (KJ12) - マスジット・ジャメ駅 (KJ13) - パサール・スニ駅 (KJ14)